# 罗马尼亚诺-塞西亚
罗马尼亚诺-塞西亚（義大利語：Romagnano Sesia），是意大利诺瓦拉省的一个市镇。总面积18.07平方公里，人口4091人，人口密度226.4人/平方公里（2009年）。ISTAT代码为003130。